# Casquets

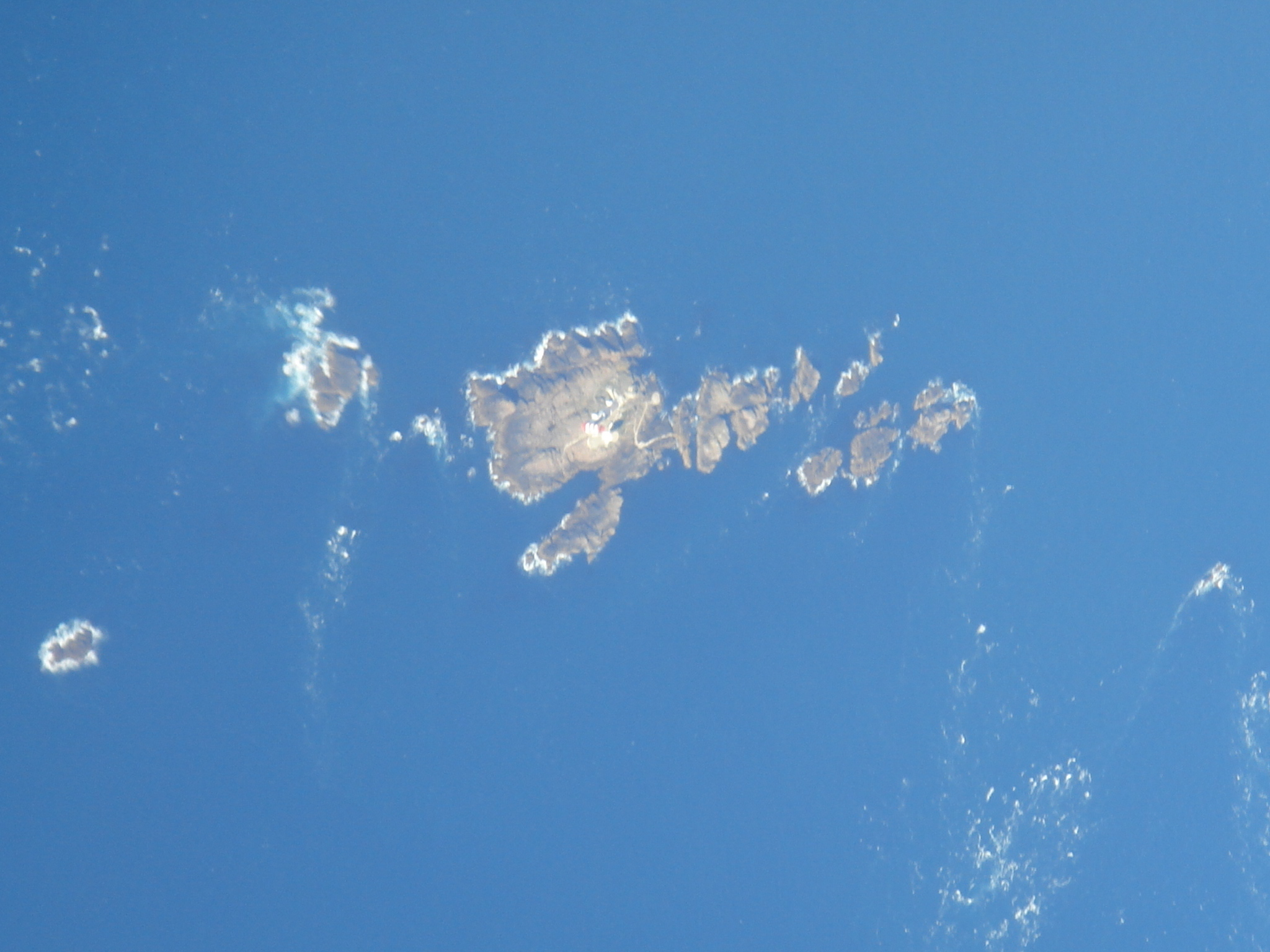
Fotografia aérea das Casquets

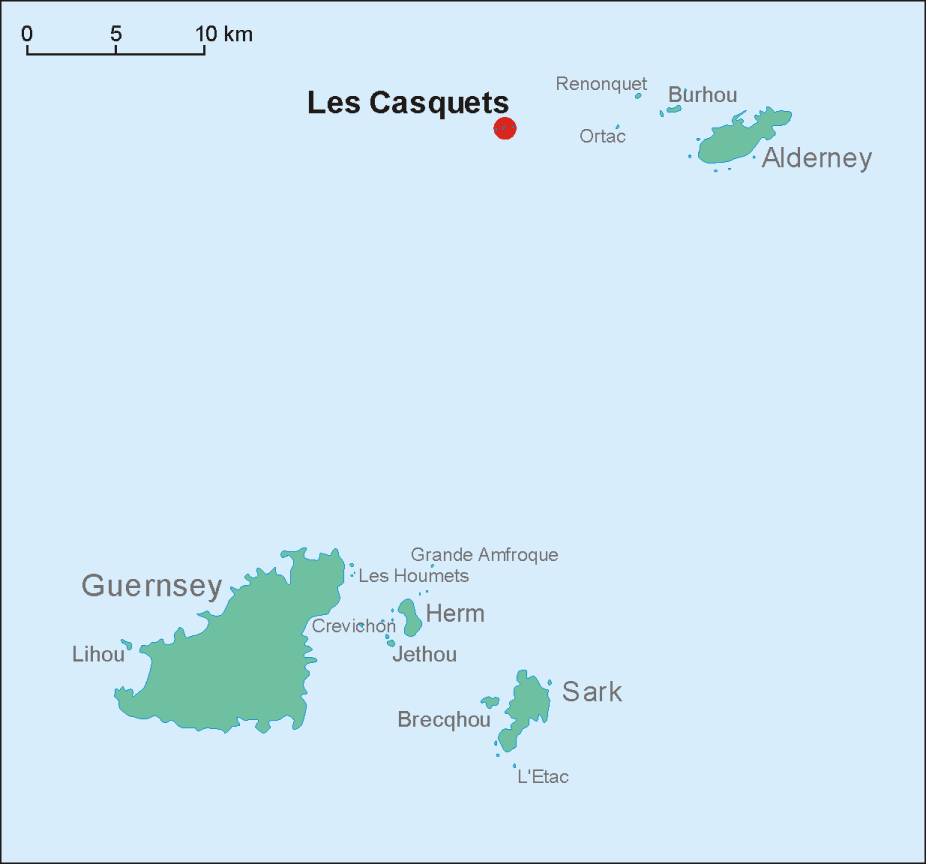
Mapa de localização das Casquets

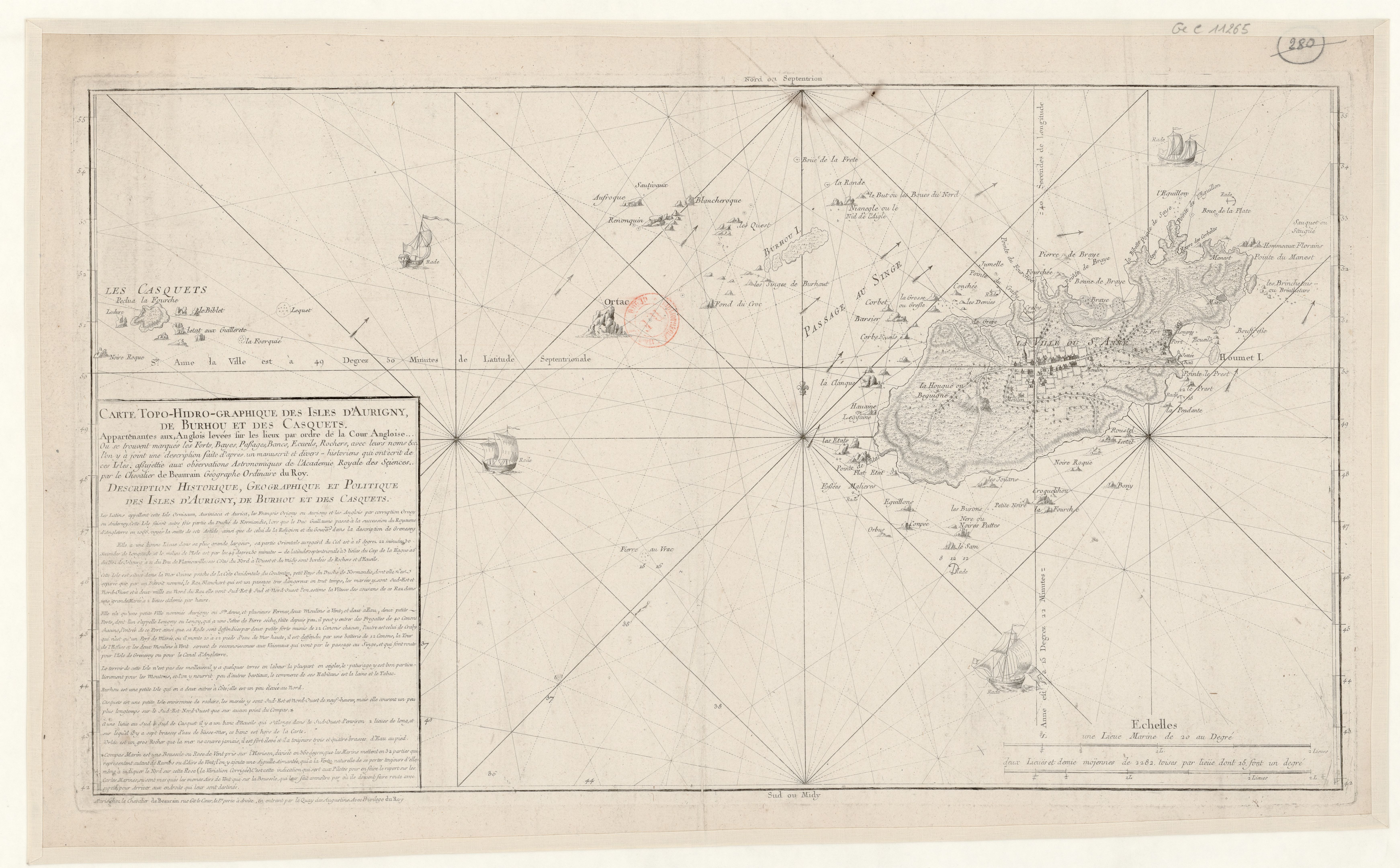
Mapa de Alderney, datado do século XVIII, mostrando detalhes das Casquets a oeste

Casquets ou Les Casquets (em inglês: [kæsˈkɛts]) é um grupo de ilhéus 13 km a noroeste de Alderney e parte de uma cadeia submarina de arenito, da qual também fazem parte as ilhotas de Burhou e Ortac.

## Origem do nome
As teorias como origem para o nome incluem: 
- derivação do francês 'cascade', que aludem às marés que circundam as ilhotas;
- derivação de 'casque', referindo-se ao formato de elmo ou capacete das rochas;
- derivação de 'cas' (quebrado) e 'quet' (rocha).

Um mapa (mapa de Leyland) datado de aproximadamente 1640 dá um nome latino Casus Rupes ("rochas quebradas), que pareceriam confirmar a terceira teoria acima mencionada, mas que podem ser etimologia popular.

## Destroços
Houve numerosos acidentes nas Casquets; marés fortes, atingindo 6 a 7 nós em correntes e a falta de pontos de referência foram responsáveis por muitos acidentes. Os mais famosos incluem SS Stella (1890), em 1899. O maior naufrágio na região foi o navio-tanque de 8000 toneladas Constantia S em 1967.
Acreditou-se por séculos que a perda do HMS Victory (1737) em 1744 tenha ocorrido nas Casquets, com culpa atribuída ao mantenedor do farol de Alderney em corte marcial por não ter conseguido manter a luz acesa durante a perda do navio. No entanto, quando os destroços do navio foram encontrados em 2008, eles estavam a 60 milhas náuticas (110 km) das Casquets.

## II Guerra Mundial
Casquets foi onde se deu um ataque aéreo ousado do precursor do Serviço Aéreo Especial britânico, a SSRF, em 2 de setembro de 1942; liderado pelo major Gus March-Phillipps DSO, OBE (1908-1942) e foi um dos primeiros ataques de Anders Lassen VC MC (1920-1945). No ataque toda a guarnição foi capturada e devolvida à Inglaterra como prisioneira de guerra.

## Na literatura
Victor Hugo, que viveu em Guernsey e muito escreveu sobre as Ilhas do Canal, disse em seu romance "O homem que ri" (L'Homme qui Rit):
"Atingir as Casquets é ser cortado em fitas; atingir Ortac é ser esmagado em pó... Num frontão reto como o de Ortac, nem a onda nem a bala de canhão pode ricochetear... se a onda carregar a embarcação em direção às rochas, ela a quebra e esta se perde..."

## Galeria

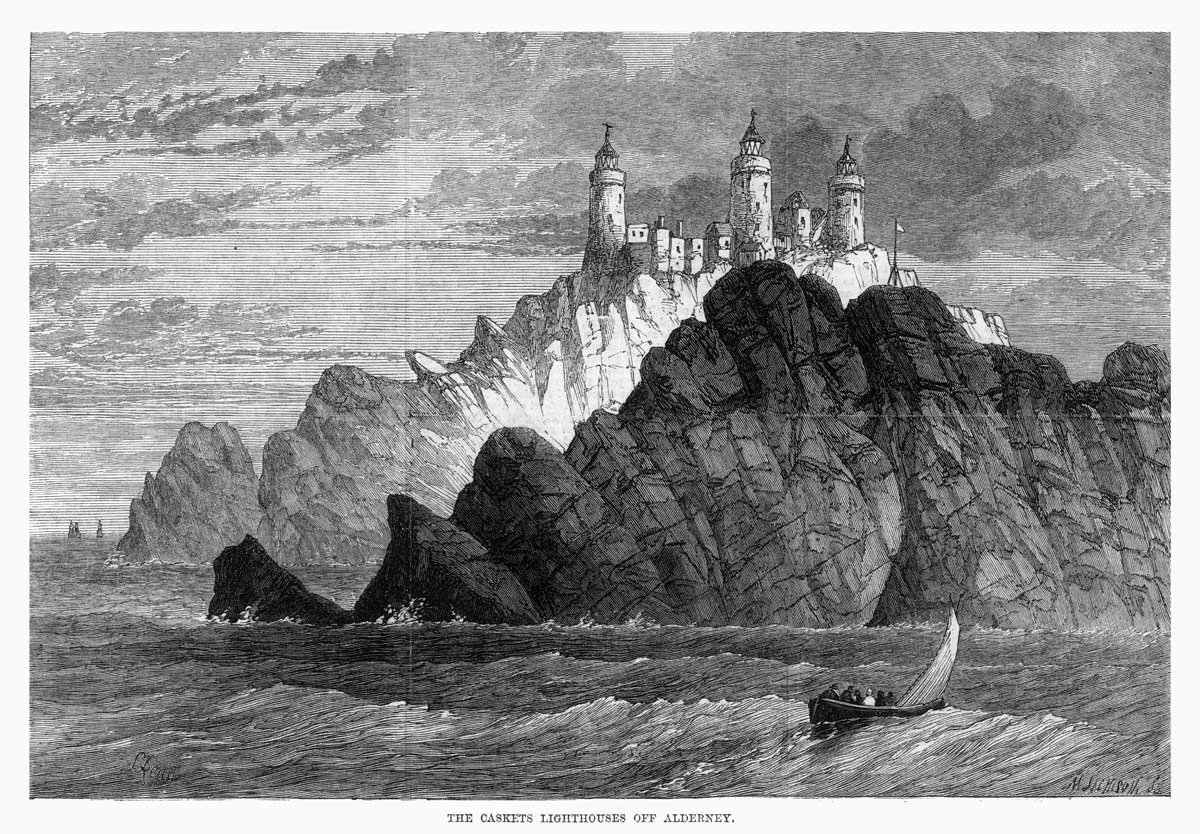
Casquets com faróis em 1868
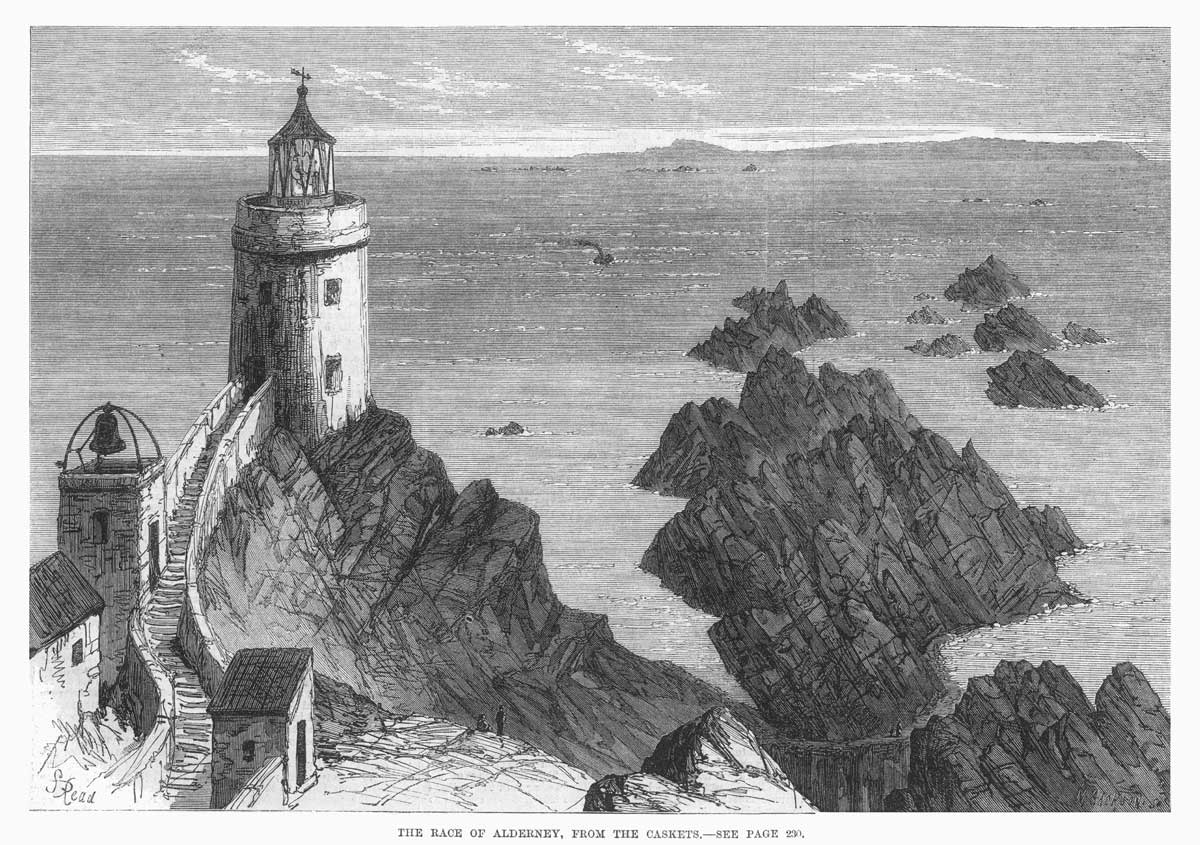
As ilhas com vista para o leste (em direção a Alderney)